# Miltos Paschalidis

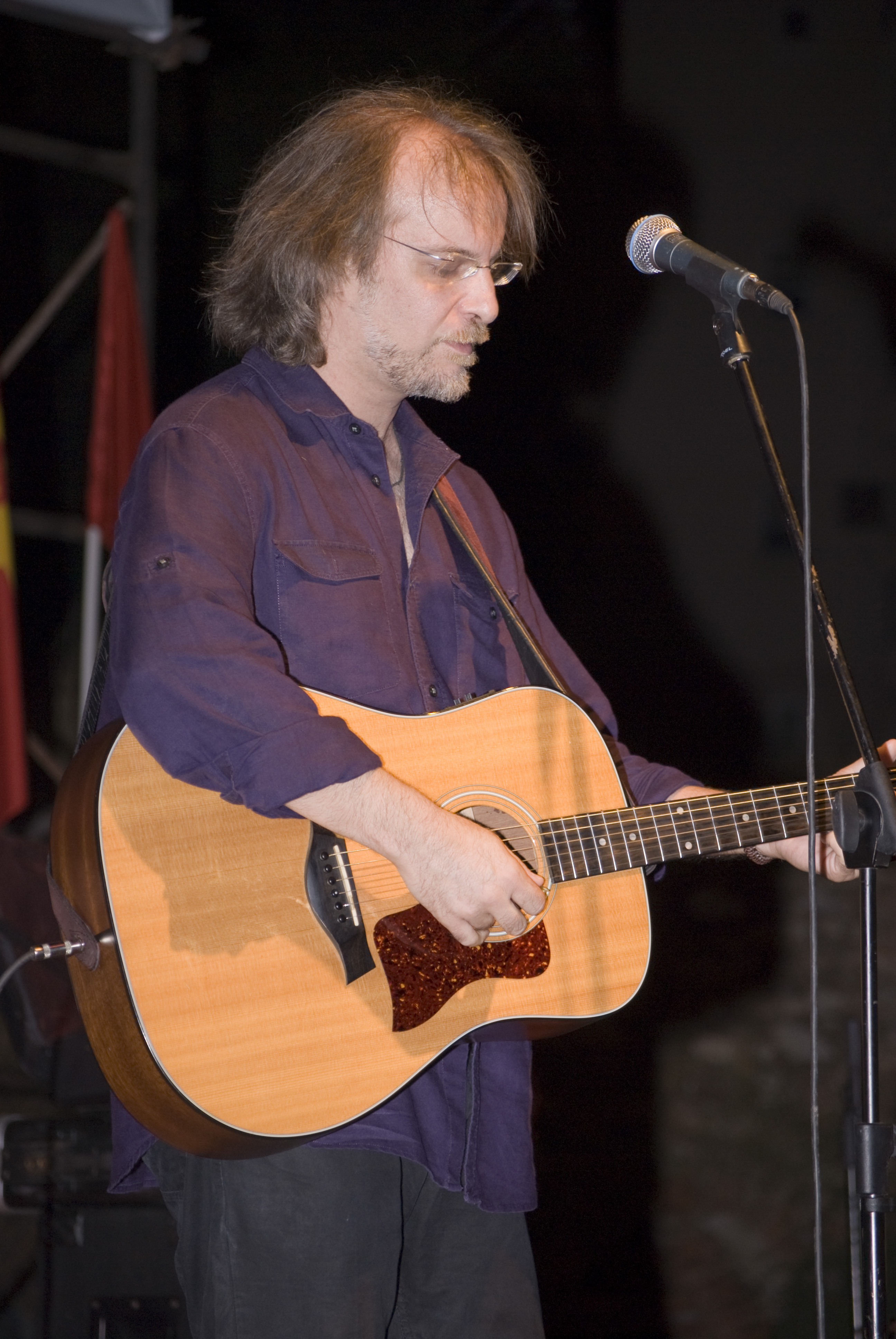
Miltos Paschalidis (2010)

Miltos (Miltiadis) Paschalidis (griechisch Μίλτος (Μιλτιάδης) Πασχαλίδης; * 31. Juli 1969 in Kalamata) ist ein griechischer Liedermacher, der komponiert, singt, Gitarre spielt und Liedtexte verfasst.

## Leben und Karriere
Miltos Paschalidis wuchs im Bezirk Ambelokipi in Athen auf, spielte begeistert Basketball und nahm als Schüler an der Musikschule Ethniko Odeio (Ελληνικό Ωδείο) Gitarrenunterricht. Mit 15 Jahren schrieb er sein erstes Lied. Nach der Schule studierte er Mathematik an der Universität Kreta in Iraklio, an der er 1992 sein Studium abschloss. Von 1993 bis 1995 besuchte er Philosophiekurse an der Universität Kreta in Rethymno. Parallel dazu entdeckte er die traditionelle Musik Kretas für sich, trat in Live-Bühnen auf und komponierte. Sein erstes Album nahm er mit der von ihm gegründeten Gruppe Chainides (Χαΐνηδες) 1991 auf. 1993 beteiligte er sich an der Gründung des Musikworkshops „Nearchos Paraplus“ und dem gleichnamigen Album. Für sein erstes Soloalbum Märchen mit traurigem Ende schrieb er die Musik und die Texte selbst. Es folgten Auftritte in Athen mit Dimitra Galani und gemeinsame Alben mit Lavrentis Machairitsas und Eleni Tsaligopoulou. Auf seinem zweiten Soloalbum Schlechte Angewohnheiten wurde eins der Lieder von Vasilis Papakonstantinou gesungen. 2008 bis 2009 trat er in über siebzig Konzerten mit Thanos Mikroutsikos auf, der an seinem Album Fremder – Kreta in mir selbst mitwirkte. Durch dessen Hilfe überstand er eine depressive Phase, die er 2016 erlebte. Miltos Paschalidis schrieb auch das Lied „Gestorbene Abende“ (Πεθαμένες καλησπέρες) für Dimitris Mitropanos, den er sehr bewunderte. Er kann auf unzählige Konzerte mit bekannten griechischen Musikern zurückblicken und trat unter anderem auch mit Giannis Kotsiras, Giorgos Dalaras, und Giota Negka auf.
Im Sommer 2025 feiert er seine dreißigjährige Karriere als selbstständiger Musiker mit zwei großen Konzerten in Athen. Während seiner langen Karriere schrieb er auch Musik für Theaterstücke und wurde Autor mehrerer Bücher.
Über dreißig Jahre lang trat er bei den jährlichen Musikfestivals der kommunistischen, griechischen Jugendorganisation KNE auf und ist damit der einzige griechische Musiker, der über einen so langen Zeitraum ununterbrochen Teil der Festivals war. Er wird zu den wichtigsten Liedermachern Griechenlands und Vertretern der griechischen Volksmusik Laïki Mousiki gezählt.
Miltos Paschalidis ist verheiratet und hat zwei Töchter.

## Diskografie

### Alben
- 1991: Χαΐνηδες (Chainides) mit der gleichnamigen Gruppe
- 1995: Παραμύθι με λυπημένο τέλος (Märchen mit traurigem Ende)
- 1998: Κακές συνήθειες (Schlechte Angewohnheiten)
- 2001: Βυθισμένες άγκυρες (Versunkene Anker)
- 2003: Η μόνη μου πατρίδα είναι ο χρόνος (Meine einzige Heimat ist die Zeit)
- 2005: Έχουν περάσει χρόνοι δέκα (Es sind zehn Jahre vergangen)
- 2007: Ψωμί κι εφημερίδα (Brot und Zeitung)
- 2010: Ξένιος - Η Κρήτη εντός μου (Fremder - Kreta in mir selbst)
- 2012: Ξένοι σ' έναν τόπο που αλλάζει (Fremde an einem Ort, der sich verändert)
- 2014: Καλοκαίρι στην Αμοργό (Sommer in Amargos)
- 2015: Ο,τι αγαπάς δεν τελειώνει (Ζωντανή ηχογράφηση στο Θέατρο Βράχων) (Was du liebst, geht nicht zu Ende (Live Aufnahme aus dem Theatro Vrachon))
- 2016: Περσείδες (Persides)
- 2017: Τραγούδια που ζούνε λαθραία (Lieder, die illegal leben)
- 2020: Στη χώρα των αθώων (Im Land der Unschuldigen)
- 2021: Εμπάργκο (Embargo)
- 2022: Δυο Νύχτες στον Σταυρό Του Νότου (Zwei Nächte im Stavro tou Notou)

### Singles (Auswahl)
- 1998: Kakes Sinithies
- 1998: Pinelopi
- 2001: Vithismenes Agires
- 2001: Agiristo Kefali
- 2005: O Trelos
- 2013: Diodia (mit Stavros Siolas)
- 2015: To Kapilio (mit Giannis Haroulis)
- 2015: Fotia Mou (mit Giannis Haroulis & Christos Thivaios)
- 2015: Oso Kratai Enas Kafes (mit Thanos Mikroutsikos & Mirela Pachou)
- 2015: Ti Na Thimitho (mit Mirela Pachou)
- 2015: Ta Tragoudia Mia Stalia
- 2015: O Timvorihos
- 2016: Perseides
- 2022: Ego Esena (mit Evridiki & George Theofanous)

## Veröffentlichungen
- Δύο νύχτες στο Σαράντι (Zwei Nächte bei Sarantis). Verlag Alexandreia, Athen 2010, ISBN 978-960-221-501-2.
- Αγύριστο κεφάλι (Wilder Kopf). Verlag KPsM, Athen 2017, ISBN 978-618515640-4.
- Στην Χώρα τών Αθώων (Im Land der Unschuldigen). Verlag ogdoo music group, Athen 2020, ISBN 978-618820256-6.
- Επόπτης, (Aufsichtsperson). Verlag Alexandreia, Athen 2021, ISBN 978-960-221-926-3.
- Ξενοδοχεία (Hotels). Verlag Alexandreia, Athen 2022, ISBN 978-960-221-959-1.